# Mr. Jingles (American Horror Story)
«Mr. Jingles» —en español: «Sr. Jingles»— es el segundo episodio de la novena temporada de la serie de televisión de antología American Horror Story. Se emitió el 25 de septiembre de 2019, en FX. El episodio de 40 minutos, fue escrito por Tim Minear, y dirigido por John J. Gray.

## Argumento
La Dra. Karen Hopple (Orla Brady) conduce hasta el Campamento Redwood para reunirse con Margaret (Leslie Grossman) y explicarle acerca del escape de Benjamin Richter (John Carroll Lynch). Margaret no parece sorprenderse al enterarse, e insiste en que el campamento reabrirá a tiempo. Hooper sufre un pinchazo en un neumático saliendo del campamento, y un camión la intercepta. Al principio, sin saber que Richter está conduciendo, pide que le reparen el neumático. La saca de su vehículo y la apuñala en el cuello antes de llevarse su oreja como recuerdo.
Brooke (Emma Roberts), aún estremecida por su llamada telefónica, escucha en las noticias sobre un asesinato en la gasolinera de Red Meadows. Creyendo que fue el excursionista que conocieron antes, Brooke se asusta, mientras que los otros consejeros piensan que ella está exagerando. Margaret entra y les recuerda a los consejeros que duerman temprano, y que no confraternicen entre los géneros cuando oscurezca. Se esfuerza por recordarles a los niños que limpien sus pensamientos impuros. Montana (Billie Lourd) consuela a Brooke, pero dice que no puede asumir que todo el mundo la busca. Ella describe sus primeras experiencias en el campamento de gordos cuando era niña, y que no debe imaginar lo peor.
Brooke más tarde confiesa que el verano anterior se iba a casar. Su novio Joey Cavanaugh (Spencer Neville) exclama que vio a su mejor amigo, Sam (Zach Tinker), entrar en la casa de Brooke la noche anterior y no se fue. Insisten en que no pasó nada sexual, pero Joey agarra un arma, matando al padre de Sam y al padre de Brooke (Steven Culp), y luego a sí mismo. Brooke insiste en que Sam estaba siendo amable y que simplemente eran amigos, y está molesta porque nadie le cree. Montana dice que le cree y se inclina para besar a Brooke. Brooke retrocede y dice que necesita aire, alejándose.
Trevor (Matthew Morrison) les describe a los chicos su experiencia con Montana, mientras caminan hacia las duchas. Xavier (Cody Fern) sale a buscar su toalla y es agarrado y metido en la parte trasera de un coche, donde su primo y exagente Blake (Todd Stashwick) se enfrenta a él. Blake, que lo encontró a través de su dirección, lo chantajea para que actúe en el porno gay. Xavier, insistiendo en que es heterosexual, se ofrece a buscar un sustituto y lo lleva a Trevor en la ducha, que está hablando con Ray (DeRon Horton) y Chet (Gus Kenworthy). Xavier se va, mientras que Blake observa por un agujero, sólo para ser empalado por la cabeza por Ritcher.
Brooke se sienta en el muelle y encuentra un cadáver flotando hacia sus pies, y se gira gritando para encontrar a Richard Ramirez (Zach Villa). Ella lo golpea con un remo y corre. Es interceptado por el excursionista (Lou Taylor Pucci), a quien destripa. Más tarde, el excursionista regresa vivo, sólo para ser asesinado de nuevo. Ramirez lleva su identificación con su nombre, que muestra que era consejero en 1970. Mirando hacia atrás, el excursionista ha desaparecido.
Brooke corre hacia el teléfono público pero lo encuentra cortado. Montana la encuentra y cuestiona lo que está pasando, pero los gritos de Ray los interrumpen. Corren hacia las duchas de hombres, donde los chicos han encontrado a Blake. Xavier está angustiado, pero niega saber quién es Blake. Trevor descubre que la oreja de Blake ha sido cortada y que están bajo asedio de Richter.
Margaret entra en su cabaña y encuentra a Ramirez esperándola y queriendo una explicación de por qué Jonas no se queda muerto. Pone algo de música y trata sus heridas. Explica que ha matado a hombres antes, pero nunca a la misma persona dos veces. Margaret atribuye a Dios la resurrección del excursionista, y dice que ha estado muerto por muchos años. Para explicarlo, le pide que le cuente lo peor que le ha pasado. Describe una infancia difícil de abusos y traumas físicos. Su primo trató sus convulsiones y le mostró fotos de mujeres que había matado en Vietnam, y su esposa se opuso, sólo para ser asesinada en respuesta. Ramirez dice que le gusta Margaret, y explica que no debe sentirse culpable por sus acciones si están al servicio de la obra de Dios (o de Satanás). Ella le encarga a Richard la defensa del campamento y la protección de los campistas.
Xavier intenta arrancar la camioneta y los consejeros intentan escapar, pero chocan con el coche de Hopple antes de poder escapar, distraídos por la sangre de Rita (Angelica Ross) a su paso. Les dice que Richter la traicionó y la apuñaló, pero que afortunadamente escapó. Tanto Rita como Trevor tienen vehículos que pueden llevarlos individualmente, pero ninguno tiene llaves. Se van en dos grupos para recuperarlos.
Margaret identifica al excursionista amnésico como su antiguo consejero Jonas, y dice que podría estar muerto. No lo entiende, pero lo último que recuerda es que huye de la sangre. Dice que la dejó (a la menor) para que muriera, y que fue atropellado por Ritcher en el camión cuando corrió; Jingles lo mata después después. Ellos determinan que es un fantasma y que se habría quedado atrapado si los consejeros no lo hubieran traído de vuelta al campamento.
Rita, Chet, Brooke y Ray se acercan a la enfermería, y juntos buscan sus llaves en el escritorio en vano; Richter los observa desde afuera. Trevor, Montana y Xavier tampoco encuentran sus llaves, y Xavier se derrumba llorando que todo es culpa suya por haber traído a Blake. Ambas puertas son golpeadas desde afuera, alguien quiere entrar.

## Elenco

### Principal
- Emma Roberts como Brooke Thompson[2]
- Billie Lourd coomo Montana Duke[2]
- Leslie Grossman como Margaret Booth[2]
- Cody Fern como Xavier Plympton[2]
- Matthew Morrison como Trevor Kirchner[2]
- Gus Kenworthy como Chet Clancy[2]
- John Carroll Lynch como Sr. Jingles[2]
- Angelica Ross como Rita[2]
- Zach Villa como Richard Ramirez[2]

### Invitados
- DeRon Horton como Ray Powell
- Orla Brady como la Dra. Karen Hopple
- Lou Taylor Pucci como Jonas
- Todd Stashwick como Blake
- Steven Culp como el Sr. Thompson
- Spencer Neville como Joseph Cavanaugh

## Recepción
«Mr. Jingles» fue visto por 1.49 millones de personas durante su emisión original, y obtuvo una cuota de audiencia de 0.7 entre los adultos de 18 a 49 años.
El episodio recibió críticas positivas. En Rotten Tomatoes, el episodio tiene un índice de aprobación del 91% basado en 11 críticas, con una calificación promedio de 7.4/10. El consenso crítico del sitio dice: «1984 se lanza a la alta costura con Mr. Jingles, deshaciéndose de las historias de sus personajes mientras tuerce el cuchillo de unas cuantas maneras inesperadas».
Ron Hogan de Den of Geek le dio al episodio un 5/5, diciendo: «American Horror Story: 1984 no es una versión completamente limpia del género slasher. [...] Es una serie que se divierte con el género, pero también lo toma en serio. No es divertido, es tratar (y hasta ahora tener éxito) de ser un slasher con sentido del humor. Parte de esa diversión es ver a un elenco de buenos actores que habitan personajes de stock con giros modernos (Xavier está involucrado en el porno gay y podría ser gay, a pesar de declararse heterosexual, Chet admite haber usado esteroides, Ray es un ordenanza que parece temer a los cadáveres, Montana sexuada es bisexual, la chica con el pecho grande es reemplazada por un tipo con un pene enorme, ninguno de los personajes negros ha muerto hasta ahora, y así sucesivamente). También es agradable el uso bastante sutil de las referencias (he captado un fragmento de música incidental de Viernes 13 de esta semana)».
Kat Rosenfield de Entertainment Weekly le puso una B+ al episodio. Disfrutó del flashback sobre la boda de Brooke, comentando que «este flashback está ambientado en White Wedding de Billy Idol, aunque entre las mangas y el satén ensangrentado, también hay matices de November Rain aquí». Sin embargo, ella criticó la escena entre Margaret y la Dra. Hopper, pensando que la filosofía de Margaret estaba fuera de contexto en esta situación. Rosenfield observó más tarde que el episodio «tenía mucho sentido» hasta en los elementos sobrenaturales. Finalmente, concluyó comentando que le gustó el episodio.
Andrea Reiher de Variety afirmó que «fue un episodio de alto octanaje; la trama avanzó a un ritmo vertiginoso».

## Lanzamiento

### Marketing
El 19 de septiembre de 2019 se lanzó el tráiler oficial de «Mr. Jingles».

### Distribución
En Latinoamérica se emitirá el 26 de septiembre de 2019 en FX. En España se emitirá el 27 de septiembre de 2019 en FOX.[cita requerida]